# Distretto di Tatvan
Il distretto di Tatvan (in turco Tatvan ilçesi) è uno dei distretti della provincia di Bitlis, in Turchia.
| Controllo di autorità | VIAF (EN) 146814013 · LCCN (EN) n2009044938 |